# Hrvatski kickboxing savez
Hrvatski kickboxing savez (HKBS) je hrvatska krovna kickboxing organizacija.
Međunarodni naziv za Hrvatski kickboxing savez je Croatian Kickboxing Federation.
Osnovan je 16. svibnja 1992. Prvi predsjednik HKBS-a do 1995. je bio Vjekoslav Šafranić iz Zagreba. Preteča Saveza Odbor za full contact Karate saveza Hrvatske formiran je 1977., a njegov predsjednik je bio ing. Stjepan Ivasić iz Zagreba.
Hrvatski kickboxing savez punopravni je član Svjetske Kickboxing Organizacije (World Association of Kickboxing Organizations (WAKO)) od 25. kolovoza 1995. i WAKO Europe.
Na utemeljiteljskoj skupštini WAKO asocijacije, prvoosnovane svjetske kickboxing federacije, bio je prisutan Žarko Modrić iz Zagreba pa je to jedinstven primjer da su Hrvati suosnivači neke svjetske športske federacije.
Hrvatski kickboxing savez pridruženi je član Hrvatskog olimpijskog odbora od 6. prosinca 1996., a punopravni od 10. srpnja 2006.
Sjedište saveza je na Trgu Krešimira Ćosića 11 u Zagrebu.
HKBS u ovom trenutku ima 86 stalnih i 16 privremenih klubova - članova, a djeluju i županijski kickboxing savezi.

## Olimpijske igre

### Pojedinačno
Premijerno pojavljivanje 2020.; 

## WAKO Svjetsko prvenstvo
World Association of Kickboxing Organizations
nepotpuni podaci

### Pojedinačno
| Medalje | u ringu              | u ringu              | u ringu                                                             | u ringu                                                             | u ringu                                          | u ringu                                          | u ringu                            | u ringu                            | na tatamiju          | na tatamiju          | na tatamiju          | na tatamiju          | na tatamiju                    | na tatamiju                    | na tatamiju             | na tatamiju             | na tatamiju             | na tatamiju             | Ukupno |
| Medalje | Kontaktne discipline | Kontaktne discipline | Kontaktne discipline                                                | Kontaktne discipline                                                | Kontaktne discipline                             | Kontaktne discipline                             | Kontaktne discipline               | Kontaktne discipline               | Kontaktne discipline | Kontaktne discipline | Kontaktne discipline | Kontaktne discipline | Kontaktne discipline           | Kontaktne discipline           | Beskontaktne discipline | Beskontaktne discipline | Beskontaktne discipline | Beskontaktne discipline | Ukupno |
| ------- | -------------------- | -------------------- | ------------------------------------------------------------------- | ------------------------------------------------------------------- | ------------------------------------------------ | ------------------------------------------------ | ---------------------------------- | ---------------------------------- | -------------------- | -------------------- | -------------------- | -------------------- | ------------------------------ | ------------------------------ | ----------------------- | ----------------------- | ----------------------- | ----------------------- | ------ |
| Medalje | Thai kickboxing      | Thai kickboxing      | K-1 / Oriental rules / Japanese kickboxing / Dutch-style kickboxing | K-1 / Oriental rules / Japanese kickboxing / Dutch-style kickboxing | Low-kick / Freestyle rules / International rules | Low-kick / Freestyle rules / International rules | Full contact / American kickboxing | Full contact / American kickboxing | Light contact        | Light contact        | Kick-light           | Kick-light           | Semi-contact / Points fighting | Semi-contact / Points fighting | Aero-kickboxing         | Aero-kickboxing         | Musical forms           | Musical forms           | Ukupno |
| Medalje | M                    | Ž                    | M                                                                   | Ž                                                                   | M                                                | Ž                                                | M                                  | Ž                                  | M                    | Ž                    | M                    | Ž                    | M                              | Ž                              | M                       | Ž                       | M                       | Ž                       | Ukupno |
| Zlato   |                      |                      | 2                                                                   | 0                                                                   | 2                                                | 3                                                | 3                                  | 1                                  | 1                    | 1                    | 0                    | 0                    | 4                              | 0                              | 0                       | 1                       | 0                       | 0                       | 40+    |

██ označava sportaše koji su osvojili amatersku svjetsku medalju ili bili amaterski europski prvaci u savateu ili tajlandskom boksu (nepotpuno)
██ označava sportaše koji su osvojili svjetski profesionalni naslov u kickboksu, savateu ili tajlandskom boksu (nepotpuno)
RiT označava kickboksač-e/ice koji su medalje osvojili i u ringu R i na tatamiju T na SP

██ osvojeno zlato i u ringu i na tatamiju
broj u zagradi označava broj različitih disciplina u kojima su osvojene medalje (nepotpuno)
| #  |
| -- |
| 1  |
| 2  |
| 3  |
| 4  |
| 5  |
| 6  |
| 7  |
| 8  |
| 9  |
| 10 |
| 11 |
| 12 |
| 13 |
| 14 |
| 15 |
| 16 |
| 17 |
| 18 |

| Kontaktne discipline | Kontaktne discipline | Kontaktne discipline | Kontaktne discipline | Kontaktne discipline | Kontaktne discipline |
| Kickboksač(ica) |                      | Zlato                | Srebro               | Bronca               | Ukupno               |
| --- | -------------------- | -------------------- | -------------------- | -------------------- | -------------------- |
| Ivana Derdić (3) |                      | 5                    | 4                    | 0                    | 9                    |
| Ana Znaor |                      | 5                    | 2                    | 1                    | 8                    |
| Pero Gazilj |                      | 4                    | 0                    | 0                    | 4                    |
| Frane Radnić |                      | 3                    | 0                    | 2                    | 5                    |
| Nives Radić |                      | 3                    | 3                    | 2                    | 8                    |
| Marko Žaja |                      | 3                    | 0                    | 0                    | 3                    |
| Zvonimir Gribl |                      | 2                    | 0                    | 1                    | 3                    |
| Željana Piteša |                      | 1                    | 2                    | 0                    | 3                    |
| Tomislav Čikotić |                      | 1                    | 1                    | 2                    | 4                    |
| Boris Ilić, Igor Jurković, Sanja Stunja, Branko Žgaljardić |                      | 1                    | 1                    | 0                    | 2                    |
| Dino Belošević, Marko Benzon, Marija Bodač, Zvonimir Čikotić, Igor Ivošević, Boris Mišković, Ivan Rudan, Velimir Sablić, Marko Šarko, Ante Varnica, Damir Žlibar |                      | 1                    | 0                    | 0                    | 1                    |
| Ana Bajić |                      | 0                    | 2                    | 3                    | 5                    |
| Helena Jurišić |                      | 0                    | 2                    | 2                    | 4                    |
| Marko Tomasović |                      | 0                    | 2                    | 0                    | 2                    |
| Marija Malenica |                      | 0                    | 1                    | 2                    | 3                    |
| Marko Deša, Andreja Ivas, Ana Mandić, Toni Milanović |                      | 0                    | 1                    | 1                    | 2                    |
| [ S 1 ] |                      | 0                    | 1                    | 0                    | 1                    |
| Zoran Majkić, Danijel Mrkoci, Slobodan Šokota |                      | 0                    | 0                    | 2                    | 2                    |
| Mirza Bajraktarević (ili Mirzet Bajraktarević), Dejan Benčić, Josip Bodrožić, Zvonko Budimir, Ante Buzov, Mladen Carević, Dejan Cepić, Branko Cikatić, Toni Čatipović, Vladimir Čelar, Ivana Didović, Szabina Domokos, Vinko Đirlić, Dražen Glavaš, Miroslav Grgić, Tugomir Gruica, Vedrana Halinčić, Tibor Ileš, Nikolina Juričev, Kristina Karamatić, Mario Katić, Tena Lončarić, Duško Malović, Predrag Mance, Mateo Marinović, Davor Milaković, Ivan Otulić, Valter Parlović, Valter Pavlović, Marija Pejaković, Ivica Perković, Sanjin Pol Vrgoč, Ivona Roca, Mate Rudan, Luka Šimić, Leila Topić, Damir Tovarović, Ante Verunica, Luka Žuljević, Katarina Žuvić |                      | 0                    | 0                    | 1                    | 1                    |
| Ukupno (66) | —                    | 17                   | 22                   | 44                   | 84                   |

| #  |
| -- |
| 1  |
| 2  |
| 3  |
| 4  |
| 5  |
| 6  |
| 7  |
| 8  |
| 9  |
| 10 |
| 11 |
| 12 |
| 13 |
| 14 |
| 15 |
| 16 |
| 17 |
| 18 |

| Kontaktne discipline | Kontaktne discipline | Kontaktne discipline | Kontaktne discipline | Kontaktne discipline | Kontaktne discipline |
| Kickboksač(ica) |                      | Zlato                | Srebro               | Bronca               | Ukupno               |
| --- | -------------------- | -------------------- | -------------------- | -------------------- | -------------------- |
| Ivana Derdić (3) |                      | 5                    | 4                    | 0                    | 9                    |
| Ana Znaor |                      | 5                    | 2                    | 1                    | 8                    |
| Pero Gazilj |                      | 4                    | 0                    | 0                    | 4                    |
| Frane Radnić |                      | 3                    | 0                    | 2                    | 5                    |
| Nives Radić |                      | 3                    | 3                    | 2                    | 8                    |
| Marko Žaja |                      | 3                    | 0                    | 0                    | 3                    |
| Zvonimir Gribl |                      | 2                    | 0                    | 1                    | 3                    |
| Željana Piteša |                      | 1                    | 2                    | 0                    | 3                    |
| Tomislav Čikotić |                      | 1                    | 1                    | 2                    | 4                    |
| Boris Ilić, Igor Jurković, Sanja Stunja, Branko Žgaljardić |                      | 1                    | 1                    | 0                    | 2                    |
| Dino Belošević, Marko Benzon, Marija Bodač, Zvonimir Čikotić, Igor Ivošević, Boris Mišković, Ivan Rudan, Velimir Sablić, Marko Šarko, Ante Varnica, Damir Žlibar |                      | 1                    | 0                    | 0                    | 1                    |
| Ana Bajić |                      | 0                    | 2                    | 3                    | 5                    |
| Helena Jurišić |                      | 0                    | 2                    | 2                    | 4                    |
| Marko Tomasović |                      | 0                    | 2                    | 0                    | 2                    |
| Marija Malenica |                      | 0                    | 1                    | 2                    | 3                    |
| Marko Deša, Andreja Ivas, Ana Mandić, Toni Milanović |                      | 0                    | 1                    | 1                    | 2                    |
| [ S 1 ] |                      | 0                    | 1                    | 0                    | 1                    |
| Zoran Majkić, Danijel Mrkoci, Slobodan Šokota |                      | 0                    | 0                    | 2                    | 2                    |
| Mirza Bajraktarević (ili Mirzet Bajraktarević), Dejan Benčić, Josip Bodrožić, Zvonko Budimir, Ante Buzov, Mladen Carević, Dejan Cepić, Branko Cikatić, Toni Čatipović, Vladimir Čelar, Ivana Didović, Szabina Domokos, Vinko Đirlić, Dražen Glavaš, Miroslav Grgić, Tugomir Gruica, Vedrana Halinčić, Tibor Ileš, Nikolina Juričev, Kristina Karamatić, Mario Katić, Tena Lončarić, Duško Malović, Predrag Mance, Mateo Marinović, Davor Milaković, Ivan Otulić, Valter Parlović, Valter Pavlović, Marija Pejaković, Ivica Perković, Sanjin Pol Vrgoč, Ivona Roca, Mate Rudan, Luka Šimić, Leila Topić, Damir Tovarović, Ante Verunica, Luka Žuljević, Katarina Žuvić |                      | 0                    | 0                    | 1                    | 1                    |
| Ukupno (66) | —                    | 17                   | 22                   | 44                   | 84                   |

| Beskontaktne discipline | Beskontaktne discipline        | Beskontaktne discipline | Beskontaktne discipline | Beskontaktne discipline | Beskontaktne discipline |
| #                       | Kickboksač(ica)                | Zlato                   | Srebro                  | Bronca                  | Ukupno                  |
| ----------------------- | ------------------------------ | ----------------------- | ----------------------- | ----------------------- | ----------------------- |
| 1                       | Valerija Lukani, Lidija Mandić | 1                       | 0                       | 0                       | 1                       |

#### Najuspješniji po disciplini
|                                                  |   | Težina medalja | Težina medalja | Težina medalja  | Težina medalja | Broj medalja | Broj medalja |
| ------------------------------------------------ | - | -------------- | -------------- | --------------- | -------------- | ------------ | ------------ |
| Kickboksač(ica)                                  | Z | S              | B              | Kickboksač(ica) | Σ              |              |              |
| Thai kickboxing                                  | M |                |                |                 |                |              |              |
| Thai kickboxing                                  | Ž |                |                |                 |                |              |              |
| K-1 / Oriental rules / Japanese kickboxing       | M |                |                |                 |                |              |              |
| K-1 / Oriental rules / Japanese kickboxing       | Ž |                |                |                 |                |              |              |
| Low-kick / Freestyle rules / International rules | M |                |                |                 |                |              |              |
| Low-kick / Freestyle rules / International rules | Ž |                |                |                 |                |              |              |
| Full contact / American kickboxing               | M |                |                |                 |                |              |              |
| Full contact / American kickboxing               | Ž |                |                |                 |                |              |              |
| Light contact                                    | M |                |                |                 |                |              |              |
| Light contact                                    | Ž |                |                |                 |                |              |              |
| Kick-light                                       | M |                |                |                 |                |              |              |
| Kick-light                                       | Ž |                |                |                 |                |              |              |
| Semi-contact / Points fighting                   | M | Pero Gazilj    | 4              | 0               | 0              | Pero Gazilj  | 4            |
| Semi-contact / Points fighting                   | Ž |                |                |                 |                |              |              |
| Aero-kickboxing                                  | M |                |                |                 |                |              |              |
| Aero-kickboxing                                  | Ž |                |                |                 |                |              |              |
| Musical forms                                    | M |                |                |                 |                |              |              |
| Musical forms                                    | Ž |                |                |                 |                |              |              |

### Ekipno
Osvojene su 3 bronce u aero-kickboxingu.

## IAKSA Svjetsko prvenstvo
International Amateur Karate-Kickboxing Sport Association; ujedinila se s WAKO 2006.
nepotpuni podaci
| Kontaktne discipline | Kontaktne discipline | Kontaktne discipline | Kontaktne discipline | Kontaktne discipline | Kontaktne discipline |
| #                    | Kickboksač(ica)      | Zlato                | Srebro               | Bronca               | Ukupno               |
| -------------------- | -------------------- | -------------------- | -------------------- | -------------------- | -------------------- |
| 1                    | Siniša Andrijašević  | 1                    | 0                    | 0                    | 1                    |
| 2                    | Davor Milaković      | 0                    | 0                    | 1                    | 1                    |

## WKA Svjetsko amatersko prvenstvo
World Kickboxing Association ili World Kickboxing and Karate Association

## Svjetske igre borilačkih sportova
SportAccord World Combat Games
do 2013.
| Kontaktne discipline | Kontaktne discipline                           | Kontaktne discipline | Kontaktne discipline | Kontaktne discipline | Kontaktne discipline |
| #                    | Kickboksač(ica)                                | Zlato                | Srebro               | Bronca               | Ukupno               |
| -------------------- | ---------------------------------------------- | -------------------- | -------------------- | -------------------- | -------------------- |
| 1                    | Damir Plantić                                  | 1                    | 0                    | 0                    | 1                    |
| 2                    | Goran Borović                                  | 0                    | 1                    | 0                    | 1                    |
| 3                    | Josip Gruić, Sanjin Pol Vrgoč, Predrag Šimunec | 0                    | 0                    | 1                    | 1                    |

## Svjetski kup
|   | Kickboksač(ica) | Pobjede | Postolja | Discipline/pobjeda |
| - | --------------- | ------- | -------- | ------------------ |
| M | Marko Deša      |         |          |                    |
| Ž | Marjana Kovačić |         |          |                    |
|   | [[]]            |         |          |                    |

| Kickboksač(ica) | Titule | Disciplina | Godine |
| --------------- | ------ | ---------- | ------ |
| Marko Deša      | 5      |            | [ 8 ]  |
| Marjana Kovačić |        |            | [ 9 ]  |
| [[]]            |        |            |        |

## Svjetski prvaci po profesionalnim pravilima
- italic - hrvatski kickboksači koji su titule osvajali za druge države (Nizozemska, Njemačka, Švicarska)
- navedena godina je godina prvog osvajanja titule u disciplini i kategoriji
██ žene
Nepotpuna lista
| Kickboksač(ica) | Kickboksač(ica)     | Federacije | Federacije | Discipline | Discipline                    |
|                 |                     | Broj       | Popis      | Broj       | Popis                         |
| --------------- | ------------------- | ---------- | ---------- | ---------- | ----------------------------- |
| M               | Siniša Andrijašević | 4          |            | 3          | full contact, K-1, thaiboxing |
| M               | Zlatko Bajić        | 1          |            |            |                               |
| M               | Stipe Bekavac       | 1          |            |            |                               |
| M               | Ante Bilić          | 2          |            |            |                               |
| M               | Josip Bodrožić      | 1          |            |            |                               |
| M               | Goran Borović       | 2          |            |            |                               |
| M               | Mladen Brestovac    | 2          |            |            |                               |
| M               | Branko Cikatić      | 4          |            | 1          | full contact                  |
| M               | Roland Conar        | 1          |            | 1          | semi contact                  |
| M               | Marinko Čabo        | 1          |            |            |                               |
| Ž               | Ivana Derdić        | 1          |            | 1          | low kick                      |
| M               | Mirko Filipović     | 2          |            |            |                               |
| M               | Igor Ivošević       | 2          |            | 2          | low kick, thaiboxing          |
| M               | Igor Jurković       | 1          |            |            |                               |
| M               | Siniša Kovačić      | 4          |            |            |                               |
| M               | Stefan Leko         | 5          |            |            |                               |
| M               | Petar Majstorović   | 4          |            |            |                               |
| Ž               | Marija Malenica     | 1          |            |            |                               |
| M               | Marko Martinjak     | 1          |            |            |                               |
| M               | Bojan Mišković      | 1          |            |            |                               |
| M               | Florian Pavic       | 1          |            |            |                               |
| M               | Miroslav Piplica    | 2          |            |            |                               |
| M               | Agron Preteni       | 1          |            |            |                               |
| M               | Stipan Radić        | 1          |            |            |                               |
| M               | Frane Radnić        | 1          |            |            |                               |
| M               | Ivan Stanić         | 2          |            |            |                               |
| Ž               | Sanja Stunja        | 1          |            |            |                               |
| M               | Mladen Šteko        | 3          |            |            |                               |
| M               | Pavlica Šteko       | 2          |            |            |                               |
| M               | Ivica Tekić         | 1          |            |            |                               |
| M               | Filip Topić         | 1          |            |            |                               |
| M               | Davor Tovarović     | 1          |            |            |                               |
| M               | Stjepan Veselić     | 1          |            |            |                               |
| M               | Mirko Vorkapić      | 1          |            |            |                               |
| M               | Andi Vrtačić        | 1          |            |            |                               |
| M               | Emil Zoraj          | 1          |            |            |                               |
| M               | Marko Žaja          | 1          |            |            |                               |

| - Zlatko Bajić Fighting & Entertainment Association - Mladen Kujundžić (poluteška 2022.) Final Fight Championship - Mladen Brestovac - Igor Jurković - Andi Vrtačić International Kick-Boxing Federation - Branko Cikatić (full contact 1990.) - Mirko Filipović (1999.) - Stefan Leko (1996.) International Kick Boxing Organization - Stefan Leko (2000.) International Muay Thai League - Mirko Vorkapić International Sport Karate Association ili International Sport Kickboxing Association - Siniša Andrijašević (full contact 1989.) - Miroslav Piplica - Mladen Šteko - Filip Topić (2017.) - Branko Cikatić (1993.) - Mirko Filipović (2012.) - Petar Majstorović (2017.) World Independent Promoters Union "King of the Ring" - Stipe Bekavac - Goran Borović - Stipan Radić - Ivan Stanić | Nuit Des Champions - Mladen Brestovac Oriental Professional Boxing Union - Goran Borović SUPERKOMBAT Fighting Championship - Marija Malenica (2016.) World Association of Kickboxing Organizations - Marinko Čabo (1987.) World Association of Kickboxing Organizations - PRO - Siniša Andrijašević (K1 1999.) - Roland Conar (semi contact 1997., ?? 1999.) - jedini Hrvat u povijesti koji je postao svjetski profesionalni prvak u disciplini semi contact. - Marinko Čabo - Ivana Derdić (low kick 2002.) - Igor Ivošević (low kick 1996.) - Siniša Kovačić - Bojan Mišković - Frane Radnić - Sanja Stunja - Mladen Šteko - Pavlica Šteko - Ivica Tekić - Damir Tovarović - Marko Žaja World Boxing Council Muaythai - Ivan Stanić World Full Contact Association - Petar Majstorović (2008.) - Miroslav Piplica World Fights of Kick Boxing - Agron Preteni (2011.) | World Kickboxing Association ili World Kickboxing and Karate Association - Siniša Andrijašević (thaiboxing 1995., ? 1995., full contact 1995., K1 1997.) - Ante Bilić - Branko Cikatić (full contact 1989.) - Igor Ivošević (thaiboxing 1997., low kick 1998.) - Stefan Leko (2012.) - Florian Pavic - Miroslav Piplica - Mladen Šteko - Pavlica Šteko - Emil Zoraj World Kickboxing Federation - Siniša Kovačić - Marko Martinjak (2016.) World Kickboxing Network - Siniša Kovačić - Stefan Leko (2005.) - Petar Majstorović (2001.) World Muay Thai Association - Branko Cikatić (1998.) - Stefan Leko (1997.) World Professional Kickboxing Council - Ante Bilić - Josip Bodrožić - Siniša Kovačić - Petar Majstorović (2007.) World Professional Kickboxing League - Siniša Andrijašević (K1 2000.) - Stjepan Veselić (2000.) |

## Omjer
Barem ukupno 50 pobjeda za muškarce i 30 za žene. Poredani abecedno.
italic - hrvatski borci koji su nastupali za druge države (Jugoslavija, Njemačka, Švicarska)
| Kickboksač(ica) | Kickboksač(ica)     | Ukupno W–L–D (NC) | Profesionalni W–L–D (NC) | Amaterski W–L–D |    |    |    |
| --------------- | ------------------- | ----------------- | ------------------------ | --------------- | -- | -- | -- |
| M               | Siniša Andrijašević | Ukupno W–L–D (NC) | Profesionalni W–L–D (NC) | Amaterski W–L–D | –– | –– | –– |
| M               | Goran Borović       | ––                | ––                       | ––              |    |    |    |
| M               | Mladen Brestovac    | ––                | 55–14–1                  | –?–             |    |    |    |
| M               | Branko Cikatić      | ––                | 87–9–1 (1)               | 152–15–3        |    |    |    |
| M               | Marinko Čabo        | ––                | ?–0–?                    | ––              |    |    |    |
| M               | Igor Ivošević       | ––                | ––                       | ––              |    |    |    |
| M               | Igor Jurković       | ––                | 51–10–0                  | –?–             |    |    |    |
| M               | Siniša Kovačić      | 108–20–2          | ––                       | –?–             |    |    |    |
| M               | Stefan Leko         | ––                | 69–37–1                  | –?–             |    |    |    |
| M               | Petar Majstorović   | ––                | 71–22–2                  | ––              |    |    |    |
| M               | Frane Radnić        | ––                | ––                       | ––              |    |    |    |
| M               | Mladen Šteko        | ––                | ––                       | ––              |    |    |    |

## Ostalo
U Splitu je 1974. održana jedna od prvih kickboxing priredbi u povijesti kada su se sastale full contact selekcije Dalmacije i ostatka Hrvatske. 1976. su u Hrvatskoj započela sustavna državna i međurepublička natjecanja koja je organizirao dr. Emin Topić iz Zagreba.
Prvi majstorski crni pojas koji je Mike Anderson (1974. godine definirao kickboxing športska pravila) dodijelio nekom od svojih učenika bio je Dušanu Kružiću, hrvatskom vježbaču iz Crikvenice.
Marinko Čabo je prvi profesionalni svjetski prvak u kickboxingu. Bilo je to 1987. godine po WAKO federaciji.
Prva hrvatska profesionalna svjetska prvakinja u kickboxingu je Ivana Derdić (2002., WAKO PRO, low kick).
Branko Žgaljardić iz Rijeke je postao prvi amaterski svjetski prvak u full contactu u povijesti na prvom svjetskom prvenstvu u full contactu koje je održano 1978. u Berlinu. Bilo je to po WAKO federaciji.
Prvu zlatnu medalju na nekom SP-u, u bilo kojem sportu, za Republiku Hrvatsku donio je Borislav Ilić iz Rijeke u disciplini low kick - na WAKO svjetskom kickboxing prvenstvu koje je 7. i 8. prosinca 1991. održano u Parizu.
Ana Znaor je najuspješnija športašica-kadetkinja u cjelokupnoj hrvatskoj športskoj povijesti jer je do 12 godina starosti osvojila čak 5 svjetskih zlatnih medalja.
Roland Conar je najuspješniji semikontaktaš u povijesti. Višestruki je osvajač svjetskih zlata u skoro svim svjetskim kickboxing organizacijama.
Svjetska prvenstva u Hrvatskoj
Do 2019. niti jedno WAKO Svjetsko prvenstvo nije održano u Hrvatskoj.
Hrvatski finali na SI, SP, EP (kraj 2022.)
SI: -
SP: ?
EP: ?

### Povijest medalja na Svjetskim amaterskim prvenstvima
| Pojedinačno                                      | M                            | M                            | Ž          | Ž        |
| ------------------------------------------------ | ---------------------------- | ---------------------------- | ---------- | -------- |
| Pojedinačno                                      | 1. medalja                   | 1. zlato                     | 1. medalja | 1. zlato |
| Thai kickboxing                                  | godina federacija sportaš    |                              |            |          |
| K-1 / Oriental rules / Japanese kickboxing       |                              |                              |            |          |
| Low-kick / Freestyle rules / International rules |                              |                              |            |          |
| Full contact / American kickboxing               | 1978. WAKO Branko Žgaljardić | 1978. WAKO Branko Žgaljardić |            |          |
| Light contact                                    |                              |                              |            |          |
| Kick-light                                       |                              |                              |            |          |
| Semi-contact / Points fighting                   |                              |                              |            |          |
| Aero-kickboxing                                  |                              |                              |            |          |
| Musical forms                                    |                              |                              |            |          |

### Međunarodna natjecanja u Hrvatskoj
| Turniri s barem 15 izdanja ili 1. turniri svoje vrste u Hrvatskoj ili turniri posebni u europskim razmjerima | Turniri s barem 15 izdanja ili 1. turniri svoje vrste u Hrvatskoj ili turniri posebni u europskim razmjerima | Turniri s barem 15 izdanja ili 1. turniri svoje vrste u Hrvatskoj ili turniri posebni u europskim razmjerima                    | Turniri s barem 15 izdanja ili 1. turniri svoje vrste u Hrvatskoj ili turniri posebni u europskim razmjerima | Turniri s barem 15 izdanja ili 1. turniri svoje vrste u Hrvatskoj ili turniri posebni u europskim razmjerima | Turniri s barem 15 izdanja ili 1. turniri svoje vrste u Hrvatskoj ili turniri posebni u europskim razmjerima | Turniri s barem 15 izdanja ili 1. turniri svoje vrste u Hrvatskoj ili turniri posebni u europskim razmjerima |
| Fed. | Tip | Naziv turnira | Lokacija | 1. izdanje                                                                                                   | Zadnje izdanje                                                                                               | Bilješke |
| --- | --- | --- | --- | --- | --- | --- |
| WAKO | | Alpe Adria kickboxing cup u Hrvatskoj                                                                                           | | . | održava se                                                                                                   | [ 19 ] |
| više | | Svjetski kickboxing kup u Hrvatskoj                                                                                             | više | ?. | održava se povremeno                                                                                         | WAKO: 1988. Rijeka, WKU: 2016. Varaždin;                                                                     |
| Venum | | Venum Victory World Series u Hrvatskoj                                                                                          | | barem 2015.                                                                                                  | održava se povremeno                                                                                         | [ 21 ] |
| | | | | | | |
| WAKO | | Alpe Adria Open | Pula | 2007. | održava se                                                                                                   | [ 22 ] |
| WAKO | | Brod Open | Slavonski Brod                                                                                               | 2011. | održava se                                                                                                   | [ 23 ] |
| WAKO | | Croatia Open (kickboks) - Memorijal Davor Jović (od 2018.) / Croatia Open – Božićni kickboxing kup / Croatia Open – Final Fight | više | 1997. | održava se                                                                                                   | Kutina, Makarska, Osijek, Pakrac, Rijeka, Split, Zagreb;                                                     |
| WAKO | | Istrian Kickboxing Challenger                                                                                                   | Novigrad | 2016. | održava se                                                                                                   | [ 33 ] [ 34 ]                                                                                                |
| | | Memorijal Josip Jović / Memorijalni kickboxing kup "Josip Jović"                                                                | Slunj | 2011. | održava se                                                                                                   | [ 35 ] |
| WAKO | | Zagreb Open, prije Karlovac Open                                                                                                | Zagreb←Karlovac                                                                                              | 2011. | održava se                                                                                                   | turnir WAKO Europskog kupa;                                                                                  |
| WAKO | | Kutina Open | Kutina | 1999. | održava se                                                                                                   | [ 38 ] |
| WAKO | | Slunj Open | Slunj | 2012. | održava se                                                                                                   | [ 39 ] |

## Vanjske poveznice
- Web stranica saveza
- Portal za kickboxing natjecanja
- CROring
- Pravilni izričaji hrvatskog jezika u kickboxingu by HKBS

## Notes
1. ↑  Thai boxing, K-1/Oriental rules/Japanese kickboxing, Low-kick/International rules/Freestyle rules, Full contact/American kickboxing, Light contact, Kick-light,	Semi-contact/Points fighting
2. ↑  Aero-kickboxing, Musical forms